# Стефания Бельгийская
Стефания Клотильда Луиза Эрмина Мария Шарлотта (фр. Stéphanie Clotilde Louise Herminie Marie Charlotte, нидерл. Stefanie Clotilde Louise Hermine Marie Charlotte; 21 мая 1864, Брюссель — 23 августа 1945, Паннонхальма, Венгрия) — принцесса Бельгийская, в замужестве кронпринцесса Австрии.

## Биография
Дочь короля Бельгии Леопольда II и его жены Марии Генриетты Габсбург-Лотарингской. Её детство было омрачено распрями родителей и смертью единственного брата, наследника престола Леопольда. Стефания была дружна с младшей сестрой Клементиной.

### Первое замужество

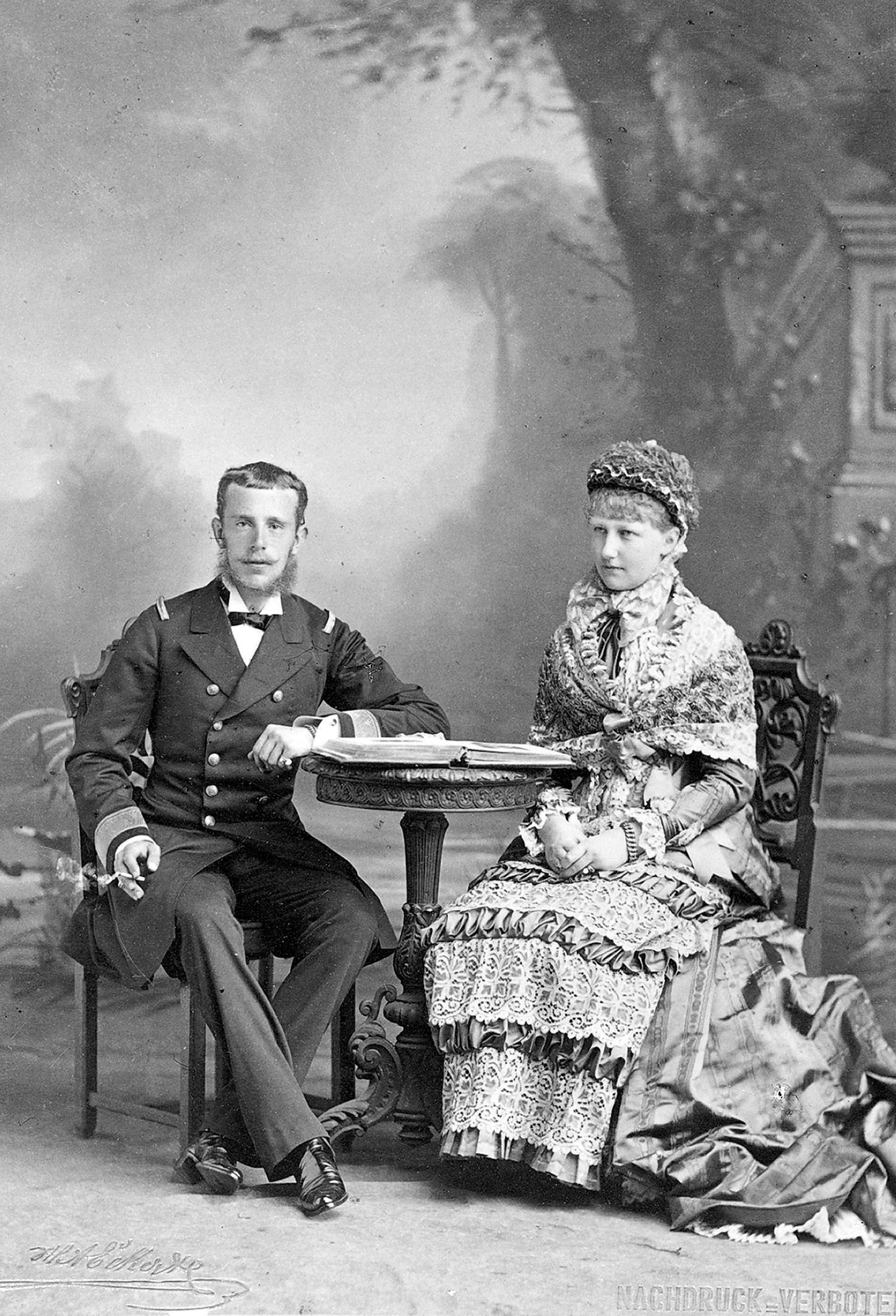
Стефания и Рудольф

10 мая 1881 года в Вене Стефания вышла замуж за Рудольфа, кронпринца Австрии. Этот брак был заключён по политическим мотивам. На церемонии присутствовали будущий король Великобритании Эдуард VII и его племянник, будущий германский император Вильгельм II. Их единственный ребёнок Елизавета Мария родилась в замке Лаксенбург 2 сентября 1883 года.
Стефания с удовольствием выполняла все обязанности, налагаемые на неё статусом и тем самым заслужила одобрение императора Франца Иосифа. Вскоре у супругов возникли разногласия. Рудольф отличался импульсивностью, придерживался нетрадиционных и либеральных взглядов, а Стефания — реакционных. Когда Рудольф заразил её венерической болезнью, что сделало невозможным её беременность, они даже подумывали о разводе.
Стефания тщетно пыталась обратить внимание родителей мужа на его депрессивные и даже суицидальные настроения. В 1889 году Рудольф и его любовница, семнадцатилетняя баронесса Мария Вечера вероятно совершили совместное самоубийство. Стефания стала вдовой в возрасте 24 лет. Скандал, разразившийся в связи со смертью Рудольфа, ещё больше отдалил её от императорского двора.

### Второе замужество
Ещё будучи замужем, во время визита в Галицию в 1887 году, Стефания познакомилась с венгерским графом Элемером Лоньяем. Они поженились в Мирамаре (Италия) 22 марта 1900 года, что вызвало негодование её отца. После его смерти в 1909 году вместе с сестрой Луизой она отстаивала в бельгийском суде свои права на наследство, которое Леопольд II инвестировал в собственную коммерческую организацию.
В 1917 году Лоньяй получил от императора титул фюрста. Стефания переехала во владения мужа Оросвар-Русовце в западной части Венгрии. Им пришлось выехать оттуда с наступлением Красной Армии в 1945 году. Они нашли убежище в бенедиктинском аббатстве Паннонхалма. В том же году принцесса скончалась от инсульта и была похоронена в крипте аббатства.

## Наследие
В 1935 году Стефания хотела опубликовать свои воспоминания, но суд запретил их распространение. Эти воспоминания были опубликованы в конце концов за пределами Австрии под названием Ich sollte Kaiserin werden («Я должна была быть императрицей»).
В честь принцессы названы:
- Астероид (220) Стефания, открытый в 1881 году австрийским астрономом Иоганном Пализа. Супруги (Стефания и Рудольф) поженились как раз в год открытия астероида. Это был первый случай, когда название астероида было приурочено к свадьбе, тем самым послужив чем-то в роде свадебного подарка для молодожёнов.
- Озеро Стефания в Эфиопии, это название дал Самуэль Телеки, первый европеец открывший озеро.
- Астрапия принцессы Стефании, вид райских птиц, открытый в 1884 году.
- Улица Стефании в Будапеште.
- В 1887 году спущен на воду броненосец Кронпринцесса Эрцгерцогиня Стефания, названный в честь кронпринцессы.
- Мясной рулет и ряд других блюд.